# Rhizopulvinaria variabilis
Rhizopulvinaria variabilis är en insektsart som beskrevs av Borchsenius 1952. Rhizopulvinaria variabilis ingår i släktet Rhizopulvinaria och familjen skålsköldlöss. Inga underarter finns listade i Catalogue of Life.